# Belal Mansoor Ali
Belal Mansoor Ali (arabisch بلال منصور علي Bilal Mansur Ali, DMG Bilāl Manṣūr ʿAlī; Geburtsname John Kipkorir Yego; * 17. Oktober 1988 in Kenia) ist ein ehemaliger bahrainischer Mittelstreckenläufer kenianischer Herkunft.

## Sportliche Laufbahn
Erste internationale Erfahrungen sammelte Belal Mansoor Ali bei den Crosslauf-Weltmeisterschaften 2005 in Saint-Étienne, bei denen er nach 24:33 min auf dem zehnten Rang in der U20-Wertung einlief. Anschließend siegte er bei den Jugendweltmeisterschaften in Marrakesch im 1500-Meter-Lauf in 3:36,98 min. Er qualifizierte sich über 800 und 1500 Meter für die Weltmeisterschaften in Helsinki und belegte dort im 800-Meter-Lauf mit 1:45,55 min im Finale den siebten Platz, während er über 1500 Meter mit 3:43,15 min im Vorlauf ausschied. Zudem stellte er am 17. Juni 2005 in Conegliano mit 1:44,34 Minuten eine Jugendweltbestleistung auf. Im September siegte er bei den Arabischen Meisterschaften in Tunis in 3:38,85 min über 1500 Meter und schied anschließend bei den erstmals ausgetragenen Hallenasienspielen in Bangkok über 800 Meter mit 2:00,91 min in der Vorrunde aus. Im Dezember siegte er dann bei den Westasienspielen in Doha in 3:40,84 min über 1500 Meter und gewann im 800-Meter-Lauf in 1:47,07 min die Silbermedaille hinter dem Katari Majed Saeed Sultan. Im Jahr darauf schied er bei den Hallenweltmeisterschaften in Moskau mit 1:48,84 min über 800 Meter in der ersten Runde aus und erreichte daraufhin bei den Crosslauf-Weltmeisterschaften in Fukuoka nach 24:52 min Rang 21 im U20-Rennen. Anschließend gewann er bei den Juniorenweltmeisterschaften in Peking in 3:41,36 min die Bronzemedaille über 1500 Meter und wurde über 800 Meter in 1:49,09 min Siebter. Anfang November siegte er bei den Arabischen Juniorenmeisterschaften in Kairo in 1:46,92 min über 800 Meter und in 3:45,88 min auch über 1500 Meter und gewann anschließend bei den Asienspielen in Doha in 3:38,08 min die Silbermedaille hinter dem Katari Daham Najim Bashir.
2007 stellte er in Stockholm mit 3:36,28 min einen neuen Asienrekord auf und verbesserte im Laufe des Jahres die U20-Asienbestmarken über 800, 1000 und 1500 Meter. Mitte Mai gewann er bei den Arabischen Meisterschaften in Amman in 1:46,8 min die Silbermedaille über 800 Meter hinter dem Sudanesen und über 1500 Meter musste er sich in 3:43,26 min dem Marokkaner Mohamed Moustaoui geschlagen geben. Bei den Weltmeisterschaften in Osaka schied er über 800 Meter mit 1:46,34 min in der ersten Runde aus und erreichte über 1500 Meter in 3:36,44 min im Finale Rang elf. Zu Ende der Saison wurde er beim IAAF World Athletics Final in Stuttgart in 3:38,93 min Sechster über 1500 Meter und erreichte über 800 Meter in 1:45,93 min Rang drei hinter seinem Landsmann Yusuf Saad Kamel und Mbulaeni Mulaudzi aus Südafrika. Im Jahr darauf schied er bei den Hallenweltmeisterschaften in Valencia mit 3:41,91 min im Vorlauf über 1500 Meter aus, qualifizierte sich aber über beide Einzeldisziplinen für die Olympischen Spiele in Peking und schied dort über 800 Meter mit 1:46,37 min im Halbfinale aus und belegte über 1500 Meter mit 3:35,23 min im Finale Rang sieben. Daraufhin wurde er beim World Athletics Final in Stuttgart in 3:39,62 min Siebter über 1500 Meter. Bei den Leichtathletik-Weltmeisterschaften 2009 in Berlin schied er über 800 Meter mit 1:46,57 min im Halbfinale aus und erreichte über die längere Distanz in 3:37,72 min Rang sieben. Anfang Oktober siegte er bei den Arabischen Meisterschaften in Damaskus in 1:45,92 min über 800 Meter und gewann über 1500 Meter in 3:40,86 min die Silbermedaille hinter dem Marokkaner Amine Laâlou. Zuvor belegte er beim World Athletics Final in Thessaloniki in 3:36,42 min den sechsten Platz. 2010 schied er bei den Hallenweltmeisterschaften in Doha mit 1:51,22 min über 800 Meter im Vorlauf aus und wurde beim IAAF Continentalcup in Split in 1:44,92 min Dritter hinter dem Kenianer David Rudisha und Marcin Lewandowski aus Polen. Anschließend nahm er erneut an den Asienspielen in Guangzhou teil und gewann dort in 3:38,39 min die Bronzemedaille hinter Mohammed Shaween aus Saudi-Arabien und dem Iraner Sajjad Moradi. Über 800 Meter belegte er in 1:49,03 min den siebten Platz.
2011 wurde er bei den Asienmeisterschaften in Kōbe in 3:47,26 min Fünfter über 1500 Meter und schied kurz darauf bei den Militärweltspielen in Rio de Janeiro mit 1:50,69 min im Halbfinale aus. Im Dezember belegte er bei den Panarabischen Spielen in Doha in 1:50,08 min den sechsten Platz über 800 Meter und erreichte über die längere Distanz in 3:38,61 min Rang vier. Im Jahr darauf qualifizierte er sich über 1500 Meter erneut für die Olympischen Spiele in London und wurde dort mit 3:37,98 min im Finale Zehnter. 2013 erreichte er bei den Arabischen Meisterschaften in Doha in 3:42,56 min Rang fünf und gewann daraufhin bei den Asienmeisterschaften in Pune in 1:48,56 min die Bronzemedaille über 800 Meter hinter dem Katari Musaeb Abdulrahman Balla und Abdulaziz Ladan Mohammed aus Saudi-Arabien und auch über 1500 Meter gewann er in 3:40,96 min die Bronzemedaille hinter dem Saudi Emad Hamed Nour und Mohamad al-Garni aus Katar. Zwei Jahre später wurde er bei den Leichtathletik-Asienmeisterschaften 2015 in Wuhan in 1:51,10 min Vierter über 800 Meter und gewann im 1500-Meter-Lauf in 3:43,67 min die Bronzemedaille hinter dem Katari al-Garni und seinem Landsmann Mohammed Tiouali. 2016 bestritt er in Doha seinen letzten Wettkampf und beendete damit seine aktive sportliche Karriere im Alter von 27 Jahren.

## Persönliche Bestzeiten
- 800 Meter: 1:44,02 min, 9. September 2007 in Rieti (U20-Asienrekord)
  - 600 Meter (Halle): 1:19,10 min, 7. Februar 2010 in Moskau
  - 800 Meter (Halle): 1:46,48 min, 8. Februar 2009 in Gent
- 1000 Meter: 2:15,23 min, 7. Juli 2007 in Stockholm (U20-Asienrekord)
  - 1000 Meter (Halle): 2:17,06 min, 24. Februar 2008 in Gent (Asienrekord)
- 1500 Meter: 3:31,49 min, 2. Juli 2007 in Athen (U20-Asienrekord)
  - 1500 Meter (Halle): 3:36,28 min, 20. Februar 2007 in Stockholm (Asienrekord)
- 1 Meile: 3:52,35 min, 15. Juni 2006 in Oslo
  - 1 Meile (Halle): 3:57,89 min, 10. Februar 2009 in Liévin (bahrainischer Rekord)